# Raymond Kayrouz
Raymond Kayrouz (arabisch ريمون كيروز; * 28. März 1970) ist ein ehemaliger libanesischer Skirennläufer.

## Karriere
Kayrouz nahm 1992 an den Olympischen Winterspielen in Albertville teil, konnte dabei jedoch keine Platzierung erreichen. Im Riesenslalom sorgte Kayrouz für ein Kuriosum: Er fuhr so langsam, dass er von dem nach ihm startenden Marokkaner El-Hassan Mahta eingeholt und sogar auf der Piste überholt wurde. Beide Läufer wurden jedoch disqualifiziert. Dieser Vorfall führte schlussendlich zur Einführung von Qualifikationskriterien für alle nachfolgenden Spiele.
Im Slalom schied Kayrouz aus.
1996 nahm Kayrouz an zwei FIS-Rennen in der Türkei teil, danach trat er nicht mehr als Rennläufer in Erscheinung.

## Erfolge

### Olympische Winterspiele
- Albertville 1992: DNF Slalom, DSQ Riesenslalom

### Weitere Erfolge
- Eine Platzierung unter den besten 30 bei FIS-Rennen